# Irena Szuch-Wyszomirska
Irena Szuch-Wyszomirska (ur. 1912, zm. 1969) – polska tłumaczka szwedzkiej literatury dziecięcej i młodzieżowej.
W jej przekładzie na język polski ukazały się najważniejsze książki Astrid Lindgren, m.in. Pippi Pończoszanka, Dzieci z Bullerbyn, Karlsson z Dachu, Rasmus, rycerz Białej Róży, Emil ze Smalandii. Tłumaczyła również książki fińskich pisarzy tworzących w języku szwedzkim: Tove Jansson z serii o Muminkach (Lato Muminków, Opowiadania z Doliny Muminków, W Dolinie Muminków, Zima Muminków) oraz Bo Carpelana.
Na polski przełożyła także szwedzką literaturę piękną - jej tłumaczenia powieści Artura Lundkvista i Ivara Lo-Johanssona ukazały się w ramach Serii Dzieł Pisarzy Skandynawskich. 
Irena Szuch-Wyszomirska jest twórcą spolszczenia Pippi Långstrump na Fizię Pończoszankę, jednakże w wydaniach po 1992 powrócono do oryginalnej wersji imienia.

## Dorobek przekładowy
- Astrid Lindgren, Dzieci z Bullerbyn. Warszawa: Nasza Księgarnia, 1957.
- Astrid Lindgren, Rasmus rycerz Białej Róży. Warszawa: Nasza Księgarnia, 1957.
- Astrid Lindgren, Nils Paluszek. Warszawa: Nasza Księgarnia, 1958.
- Astrid Lindgren, Karlsson z Dachu. Warszawa: Nasza Księgarnia, 1959.
- Astrid Lindgren, Rasmus i włóczęga. Warszawa: Nasza Księgarnia, 1959.
- Astrid Lindgren, Fizia Pończoszanka. Warszawa: Nasza Księgarnia, 1961.
- Astrid Lindgren, Zwierzenia Britt-Mari. Warszawa: Nasza Księgarnia, 1962.
- Artur Lundkvist, Darunga albo Mleko wilczycy. Poznań: Wydawnictwo Poznańskie, 1962.
- Bo Carpelan, Wakacje nad fiordem. Warszawa: Nasza Księgarnia, 1963.
- Tove Jansson, W Dolinie Muminków. Warszawa: Nasza Księgarnia, 1964.
- Losy ludzkie: opowiadania i nowele szwedzkie (wybrał i oprac. Zygmunt Łanowski; przekładów  ze szwedzkiego dokonali: Zygmunt Łanowski, Maria Olszańska, Irena Wyszomirska).                                  Poznań: Wydawnictwo Poznańskie, 1965.
- Tove Jansson, Lato Muminków. Warszawa: Nasza Księgarnia, 1967.
- Ivar Lo-Johansson, Rya-Rya. Poznań: Wydawnictwo Poznańskie, 1968
- Tove Jansson, Zima Muminków. Warszawa: Nasza Księgarnia, 1969.
- Tove Jansson, Opowiadania z Doliny Muminków. Warszawa: Nasza Księgarnia, 1970.
- Bo Carpelan, Przygody w wielkim mieście. Warszawa: Nasza Księgarnia, 1970.
- Astrid Lindgren, Emil ze Smalandii. Warszawa: Nasza Księgarnia, 1971.